# Epirrhoe xenos
Epirrhoe xenos är en fjärilsart som beskrevs av Felix Bryk 1942. Epirrhoe xenos ingår i släktet Epirrhoe och familjen mätare. Inga underarter finns listade i Catalogue of Life.